# گمینا سورکویته
گمینا سورکویته (به لهستانی:  Gmina Sorkwity) یک گمینا در لهستان است که در شهرستان مرانگووو واقع شده‌است. گمینا سورکویته ۱۸۴٫۵۶ کیلومتر مربع مساحت و ۴٬۶۲۶ نفر جمعیت دارد.